# Antoine Sibierski
Antoine Sibierski (Lille, 5 de agosto de 1974) é um ex-futebolista francês, que atuava como meia. 

## Carreira
Antoine Sibierski é de origem polonesa representou a Seleção Francesa de Futebol nas Olimpíadas de 1996.